# Греков, Вадим Иванович
Вадим Иванович Греков (1891 — ?) — советский географ, историк географии. Доктор географических наук.
Исследователь Камчатских экспедиций, русской картографии XVIII века. Автор фундаментального труда «Очерки из истории русских географических исследований в 1725—1765 гг.» (1960).
Работал в Институте географии Академии наук СССР с начала 1950-х годов. С 1964 — старший научный сотрудник.
19 ноября 1963 года защитил докторскую диссертацию, минуя кандидатскую степень.

## Сочинения
Основной труд
- Греков В. И. Очерки из истории русских географических исследований в 1725—1765 гг. — М.: Изд-во АН СССР, 1960. — 428 с. — 2000 экз.

Статьи
- Греков В. Георг Стеллер — натуралист и путешественник // Земля и люди. 1959. / Ред.-сост. Г. П. Богоявленский и др. — М.: Географгиз, 1958. — С. 91-93.
- Греков В. И. О чертеже всей России до Китайского царства и до Никанского // Известия АН СССР. 1959. Серия географическая. — № 2. — С. 80-88.
- Греков В. И. Камчатские экспедиции // Краткая географическая энциклопедия: В 5 томах / Гл. ред. А. А. Григорьев. — М.: Советская энциклопедия, 1961. — Т. 2. — С. 210—211. — 592 с. — 82 000 экз.